# Scooby-Doo! e Batman - Il caso irrisolto
Scooby-Doo! e Batman - Il caso irrisolto (Scooby-Doo! & Batman: The Brave and The Bold) è un film d'animazione direct-to-video prodotto da DC Comics e Warner Bros. Pictures Television Animation Distribution del 2018, un crossover che unisce i personaggi della saga di Scooby-Doo e della serie animata Batman: The Brave and the Bold. Il film è andato in onda in Italia il 9 giugno 2018 su Boomerang.

## Trama
Scooby-Doo, Shaggy, Fred, Daphne e Velma partono per Gotham City dove incontrano Batman e i suoi amici, Aquaman, Black Canary, Plastic Man, Question, Martian Manhunter e Detective Chimp. Per portare al termine una missione, la Scooby Gang e i compagni di Batman dovranno proteggere la città e sventare i diabolici piani dell'Enigmista e una nuova minaccia che aleggia sui ragazzi.